# Charles-René Collin
Pour les articles homonymes, voir Collin.
Charles-René Collin (Charles Collin) est un organiste et compositeur français, né le 20 novembre 1827 à Saint-Brieuc et mort dans la même ville le 2 mars 1911. Issu d'une famille de musiciens, il est titulaire des  grandes orgues de la cathédrale de Saint-Brieuc de 1845 à 1909 et s'est beaucoup intéressé aux airs populaires bretons, dont il a fait des arrangements pour orgue.

## Famille et formation
Son père, Julien Collin, est lui-même titulaire des orgues de la cathédrale de Saint-Brieuc et Charles-René lui succède. Un autre fils, Pierre, est aussi organiste, tandis que les quatre autres frères, Jules, Louis, Félix et Auguste, entrent dans la carrière ecclésiastique et deviendront chanoines de la cathédrale, en dirigeant tour à tour les chorales religieuses, jouant et composant également de la musique.
Charles-René est envoyé faire ses études à Paris, à 11 ans, et devient l'un des rares élèves de Louis James Alfred Lefébure-Wély, titulaire des orgues de Saint-Roch de Jacques Fromental Halévy au Conservatoire national de musique Paris.
À 18 ans, il succède à son maître à la tribune de Saint-Roch puis retourne dans sa Bretagne natale succédant à son père. Il restera à la cathédrale jusqu'à sa mort en 1911.  
Son fils aîné, Charles-Augustin Collin (1863-1938), fut également un compositeur prolifique et son autre fils, Julien, sous le nom de Sullian Collin prit une part active dans le mouvement régionaliste breton au début du XXe siècle. Il fut le rédacteur en chef d'une revue musicale, le Sonneur de Bretagne qui ne parut que trois ans. Elle ne concernait pas la musique bretonne.

## Relations professionnelles
Il se lie avec le grand facteur d'orgues Aristide Cavaillé-Coll et il gardera des rapports étroits avec trois des plus grands organistes français, César Franck, Alexandre Guilmant et Charles-Marie Widor. Bien que musicien régional, il était ainsi à l'écoute de la vie musicale de son temps. Il eut aussi des relations étroites avec son confrère organiste de la basilique Notre-Dame de Bon-Secours de Guingamp, le Belge Pierre Thielemans à l'occasion de la mort duquel il composa en 1906 une « marche élégiaque ».

## Tombe
Sa tombe monumentale en grès avec des médaillons de bronze est visible au cimetière Saint-Michel, à Saint-Brieuc. Œuvre remarquable de Paul Guibé, elle est aussi celle de toute sa famille proche.

## Œuvres

### Orgue
- Marche élégiaque en l'honneur de Pierre Thielemans, organiste de la Basilique Notre-Dame-de-Bon-Secours à Guingamp
- Deux Préludes pour orgue dédiés à Joseph Bazin, organiste de St-Jérôme à Toulouse
- L'Organiste chrétien, 80 cantiques populaires et chants liturgiques transcrits et paraphrasés pour orgue harmonium ou orgue à tuyaux
- Les fêtes de l'année sur des thèmes liturgiques, pour orgue ou harmonium
- L'orgue à l'église "en 8 livraisons"
- Six Morceaux d'orgue, Paris, Régnier-Canaux, 1857

### Piano
- L'Hermine, fantaisie bretonne pour piano
- Marche d'Arthur (Bale Arzur), transcription pour le piano d'après ses Chants de la Bretagne
- Les batteurs de blé, caprice rustique op. 18, pour piano
- Le Soir, rêverie pour piano
- Un soir d'été au bord du lac, rêverie pour piano

### Orchestre
- Symphonies

### Messe
- Messe de St Yves

## Hommage
Une « rue Charles Collin » est ainsi nommée en son honneur à Saint-Brieuc.